# Testorf-Steinfort
Testorf-Steinfort ist eine Gemeinde im Landkreis Nordwestmecklenburg in Mecklenburg-Vorpommern (Deutschland). Die Gemeinde wird vom Amt Grevesmühlen-Land mit Sitz in der Stadt Grevesmühlen, die eine Verwaltungsgemeinschaft mit dem Amt bildet, verwaltet.
Die Gemeinde Testorf-Steinfort wurde am 1. Januar 1999 aus den vormals selbständigen Gemeinden Testorf und Testorf-Steinfort gebildet.

## Geografie
Testorf-Steinfort liegt etwa 10 km südöstlich von Grevesmühlen und ist ca. 20 km von Schwerin entfernt. Das Grundmoränengebiet am Fluss ist leicht hügelig und erreicht nahe dem Ortsteil Schönhof 77 m ü. NN.
Umgeben wird Testorf-Steinfort von den Nachbargemeinden Upahl im Norden, Bobitz im Osten, Alt Meteln im Südosten, Dalberg-Wendelstorf im Süden, Mühlen Eichsen im Südwesten sowie Rüting im Westen.
Neben Testorf-Steinfort gehören die Ortsteile Testorf, Fräulein Steinfort, Harmshagen, Schönhof, Seefeld und Wüstenmark zur Gemeinde.

## Geschichte
Harmshagen: Gutsbesitzer waren die Domkirche zu Schwerin (bis 1791) sowie mehrere Familien unter anderem Russow (bis 1817), Thomsen (bis 1841), Pauly (bis 1885) und Flügger (bis 1939). Das klassizistische Gutshaus nach Plänen von Theodor Krüger stammt von 1860. Am 1. Juli 1950 wurde Harmshagen nach Testorf eingegliedert.
Schönhof: Das Gut war Besitz (ab um 1500 (?)) durch Heinrich von Bassewitz und Stammsitz im 17./18. Jahrhundert der Familie von Bassewitz (siehe auch: Heinrich von Bassewitz (1469–1517), Achim von Bassewitz (vor 1509–1560), Joachim von Bassewitz (1534–1610), Karl Ulrich von Bassewitz  (1601–1666), Joachim Lütke von Bassewitz (1656–1745) und Detlof Hans von Bassewitz (1688–1764), Ulrich Carl von Bassewitz (1729–1798), Ulrich Carl Adolph von Bassewitz (1781–1866)). Das unsanierte Herrenhaus (von ?) ist noch erhalten. Am 1. Juli 1950 wurde das Dorf Fräulein Steinfort nach Schönhof eingemeindet, Schönhof wiederum gehörte ab dem 1. Juli 1961 zur Gemeinde Testorf-Steinfort.
Testorf war ein typisches Gutsdorf mit einem verpachteten Gutsbesitz von ca. 522 ha im 19. Jahrhundert. Das Gutshaus ist erhalten.
Wüstenmark war ein altes Bauerndorf, das seine Struktur weitgehend erhalten konnte. Der Ort wurde am 1. Januar 1956 eingemeindet.

## Politik

### Gemeindevertretung und Bürgermeister
Der Gemeinderat besteht (inkl. Bürgermeister) aus 8 Mitgliedern. Die Wahl zum Gemeinderat am 26. Mai 2019 hatte folgende Ergebnisse:
| Partei/Bewerber                                     | Prozent | Sitze |
| --------------------------------------------------- | ------- | ----- |
| Freie Wählergemeinschaft Gemeinde Testorf-Steinfort | 87,86   | 7     |
| CDU                                                 | 12,14   | 1     |

Bürgermeister der Gemeinde ist Hans-Jürgen Vitense, er wurde mit 72,11 % der Stimmen gewählt. Herr Bürgermeister Vitense verstarb Anfang des Jahres 2023. Am 20. April 2023 wurde daraufhin Frau Uta Rogge aus der Mitte der Gemeindevertretung zur neuen Bürgermeisterin gewählt, nachdem sich kein Kandidat oder Kandidatin zur Dirtektwahl aufgestellt hatte.

### Wappen
| Wappen von Testorf-Steinfort | Blasonierung: „„Geteilt durch einen blauen Wellenfaden; oben in Gold auf der Teilung drei grüne Kastanienbäume balkenweise mit schwarzem Stamm und silbernen Blüten; unten in Grün das silbern gekleidete Brustbild einer Jungfrau, beseitet von je einer vierblättrigen goldenen Rapsblüte mit rotem Butzen.““ |
| Wappen von Testorf-Steinfort | Wappenbegründung: In dem Wappen soll der Wellenfaden die Stepenitz symbolisieren und die Kastanienbäume auf die die einzelnen Ortsteile der Gemeinde miteinander verbindenden Alleen verweisen. Während mit dem Brustbild der Jungfrau als redendes Zeichen an die für die ab der zweiten Hälfte des 18. Jh. verwendete Ortsteilbezeichnung Fräulein Steinfort erinnert wird, stehen die Rapsblüten für den Haupterwerbszweig der Einwohner, die Landwirtschaft. Das Wappen wurde von dem Wismarer Roland Bornschein gestaltet. Es wurde am 20. September 1993 durch das Ministerium des Innern genehmigt und unter der Nr. 48 der Wappenrolle des Landes Mecklenburg-Vorpommern registriert. |

### Dienstsiegel
Das Dienstsiegel zeigt das Gemeindewappen mit der Umschrift „GEMEINDE TESTORF-STEINFORT • LANDKREIS NORDWESTMECKLENBURG“.

## Sehenswürdigkeiten

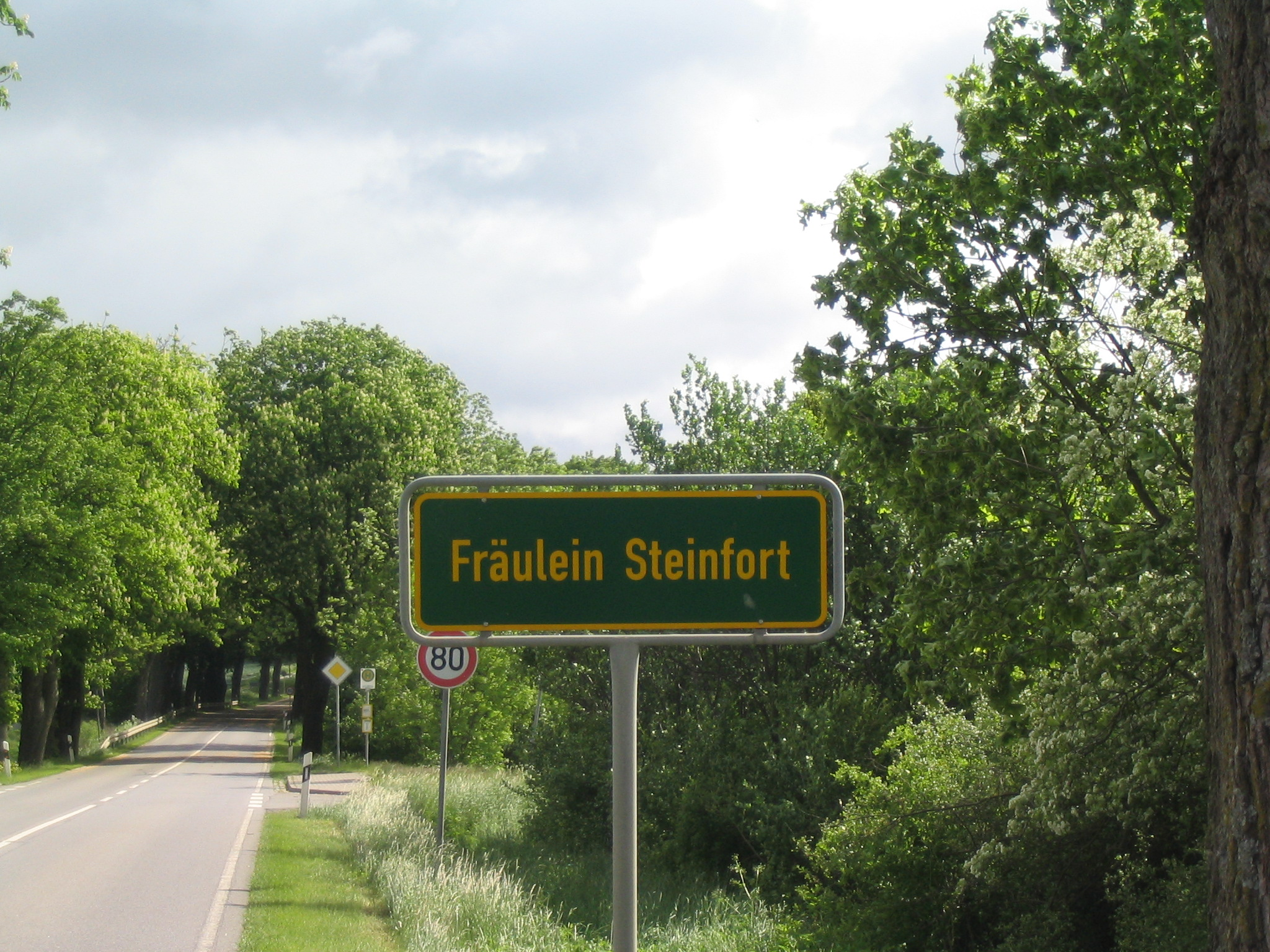
Ortseingang von Fräulein Steinfort

- Gutsanlage mit Gutshaus in Testorf
- Gutsanlage Harmshagen mit klassizistischem zweigeschossigem Gutshaus nach Plänen von Theodor Krüger von 1860
- Herrenhaus Schönhof im Ortsteil Schönhof, 1860 nach Plänen von Heinrich Thormann umgebaut; es wird seit 2023 saniert.[7] Alljährlich wird dort ein Schlossparkfest veranstaltet.
- Fachwerkhaus als Gemeindehaus in Testorf am Ortsausgang zur B 208

## Wirtschaft und Infrastruktur
Die Gemeinde ist landwirtschaftlich ausgerichtet, hier wird unter anderem eine Milchviehanlage betrieben. Sehenswert sind die Landschlösser in den Ortsteilen Schönhof und Harmshagen sowie die gesamte Dorfanlage von Wüstenmark.

## Verkehrsanbindung
Die Bundesstraße 208 von Wismar über Gadebusch nach Ratzeburg streift den Süden des Gemeindegebietes (Ortsteil Fräulein Steinfort). Sechs Kilometer vom Ortsteil Testorf entfernt befindet sich die Autobahn-Anschlussstelle Grevesmühlen (A 20). Die Bahnhöfe der Nachbargemeinden Plüschow und Bobitz liegen an der Strecke Wismar – Lübeck.

## Sport
Im FSV Testorf-Upahl, der zusammen mit der Gemeinde Upahl betrieben wird, spielen derzeit neben zwei Herrenmannschaften auch Jugend-Mannschaften. Jedes Jahr findet Ende Juni/Anfang Juli ein dreitägiges Sportfest mit einem Turnier statt, bei dem viele Vereine der Umgebung teilnehmen.

## Persönlichkeiten
- Friedrich Magnus von Bassewitz (1773–1858), Regierungspräsident, geboren auf Schönhof
- Adolf von Bassewitz (1774–1838), Landrat, geboren auf Schönhof
- Hermann Karl Dietrich von Rantzau (1815–1891), preußischer Offizier, zuletzt Generalleutnant, geboren in Testorf
- Gottfried Averdunk (1934–2011), Diplomlandwirt und Tierzuchtwissenschaftler